# Coregonus pallasii
Coregonus pallasii is een straalvinnige vis uit de familie van de zalmen (Salmonidae) en de onderfamilie van de houtingen. De wetenschappelijke naam van de soort is voor het eerst geldig gepubliceerd in 1848 door Achille Valenciennes. De vis heet in het Zweeds aspsik. Deze houtingsoort komt voor in grote meren in Noord-Zweden, Finland en Karelië (Europees Rusland).

## Kenmerken
De vis kan 60 cm lang worden. Deze houtingsoort onderscheidt zich op een aantal punten van andere soorten die in dezelfde meren voorkomen, onder andere de vorm en het aantal kieuwboogaanhangsels (gemiddeld 41 tot 49), spitse, onderstandige bek, en bepaalde onderlinge verhoudingen van lichaamskenmerken.

## Verspreiding en leefgebied
De soort is bekend van grote meren in het noorden van Zweden zoals (onder andere) Hornavan, Stor-Laison en Storuman en daarnaast de grote meren in Finland en Karelië. Verder wordt deze houtingsoort sporadisch aangetroffen in de mondingen in de Oostzee van de rivieren de Neva en de Narva. De vissen houden zich op in open water en foerageren op de waterbodem. De vissen paaien in het najaar en trekken daarvoor soms stroomopwaarts van rivieren. Ze paaien op kiezel- of rotsbodems nabij de oeverzone.

## Status
Over de andere meren zijn geen schadelijke factoren bekend die voor de populatie bedreigend zijn. Om deze reden staat deze soort als niet bedreigd op de Rode Lijst van de IUCN.